# Sidi Ahmed El Khadir
Sidi Ahmed El Khadir  (in arabo سيدي أحمد الخدير‎?) è un centro abitato e comune rurale del Marocco situato nella provincia di Settat, regione di Casablanca-Settat. Conta una popolazione di 9 687 abitanti (censimento 2014).